# Соріано-Калабро
Соріано-Калабро (італ. Soriano Calabro, сиц. Surianu) — муніципалітет в Італії, у регіоні Калабрія,  провінція Вібо-Валентія.
Соріано-Калабро розташоване на відстані близько 490 км на південний схід від Рима, 50 км на південний захід від Катандзаро, 15 км на південний схід від Вібо-Валентії.
Населення — 2447 осіб (2014).
Щорічний фестиваль відбувається 11 листопада. Покровитель — святий Мартин.

## Демографія
Населення за роками:

Станом на 1 січня 2023 року в муніципалітеті офіційно проживало 109 іноземців з 10 країн, серед них 84 громадяни країн Євросоюзу та 2 громадяни України.

## Сусідні муніципалітети
- Джерокарне
- Піццоні
- Соріанелло
- Стефанаконі